# Arab Izza
Arab Izza (arab. عرب عزة) – wieś w Syrii, w muhafazie Aleppo. W 2004 roku liczyła 417 mieszkańców.